# Маркополь
Маркополь (укр. Маркопіль) — село в Подкаменской поселковой общине Золочевского района Львовской области Украины.
Население по переписи 2001 года составляло 703 человека. Занимает площадь 1,21 км². Почтовый индекс — 80674. Телефонный код — 3266.